# Gavina capblanca
La gavina capblanca o gavina de bec prim (Chroicocephalus genei) és una gavina lligada als ambients marins que, als Països Catalans, només es reprodueix al delta de l'Ebre.

## Morfologia
- Fa entre 37 i 40 cm de llargària i entre 90 i 102 d'envergadura alar.
- Cap blanc truncat de manera característica i que es prolonga en un bec llarg i fi de color negrós.
- Durant l'època de cria, mostra un to lleugerament rosat a la panxa.
- Les ales són grises amb vora terminal blanca i punta de les primàries negres.
- Les potes són vermelles.

## Alimentació
Menja peixets.

## Reproducció
Cria en colònies -junt amb altres espècies- en illetes amb vegetació esparsa. Construeix el niu en el sòl, on diposita petites branques. La posta consta d'1 a 3 ous de color blanc clapejats de negre. Després de la cria, se'n va i només hi queda en hibernació un reduït grup d'adults i joves.

## Hàbitat
Freqüenta els llocs salats, en els quals s'alimenta. A voltes, també es pot trobar en prats i en arrossars.
No és una espècie pelàgica.

## Distribució geogràfica
Cria a la Mediterrània i en algunes zones de l'oceà Índic, com ara al Pakistan. Als Països Catalans, només es reprodueix al delta de l'Ebre, on és possible trobar-la durant tot l'any, i és molt escassa a la resta del territori.